# Sinagoga Neologă din Arad
Sinagoga Neologă din Arad este un lăcaș de cult evreiesc din municipiul Arad, localizat pe Str. Tribunul Dobra nr. 10. A fost construită în perioada 1827-1834, în stil grec, toscan. 
Sinagoga neologă (de rit mozaic) din Arad a fost inclusă pe Lista monumentelor istorice din județul Arad din anul 2004, având codul de clasificare  AR-II-m-A-00573 .

## Istoric
Prima atestare documentară a evreilor în orașul Arad datează din secolul al XVIII-lea. Familiile negustorilor Isac Elias și Marcus Mayr au fost primii evrei stabiliți legal în Arad, iar în jurul familiilor lor aflate sub protecția autorităților s-a format comunitatea evreiască începând cu anul 1717.
Într-o scrisoare către Consiliul Locotențial din Bratislava, datată la 14 martie 1740, prin care comunitatea evreiască din Arad solicita înlesniri fiscale pentru evrei se menționa și faptul că o evreică, Nahuma, a donat comunității un teren viran pentru construirea unei sinagogi. Prima sinagogă construită din lemn a fost ridicată în anul 1759, iar prima slujbă a rabinului Jochanan este datată în anul 1764.
Au urmat ca rabini la Arad Broda Leb (1770-1786), Stemnitz Hirsch (1786-1789) și Aaron Chorin (1789-1844). Ultimul dintre aceștia, a fost ales ca rabin la 23 ani, în 1789, el păstorind comunitatea până la moartea sa.
Ca urmare a creșterii numerice a comunității (în 1828 trăiau la Arad 812 evrei), judele Moses Hirschl și șef rabinul Aaron Chorin au hotărât construirea unei noi sinagogi, astfel au început să trimită petiții consiliului orășenesc. Petițiile s-au materializat prin convocarea unei adunări generale a consiliului în anul 1821, în urma căreia s-a constituit o comisie specială, prezidată de consilierul regal Sava Tekelija, iar concluzia comisiei a fost ca sinagoga și școala să fie ridicate pe terenul achiziționat în prealabil de comunitate, în spatele primăriei. Cu toate acestea construirea noii sinagogi a fost amânată în repetate rânduri, deoarece construirea școlii s-a considerat prioritară.
Comunitatea evreiască a propus ridicarea unui complex edificiu comunitar, compus din sinagogă, locuințele rabinului și ale cantorului, încăperi pentru elevi, iar la nivelul stradal, spații comerciale, dar consiliul orășenesc pe opune acestui proiect în anul 1826, dar aprobă construcția într-un amplasament diferit în Piața Peștelui, dar proiectul nu are sorți de izbândă deoarece nu a primit aprobarea consiliul locotenențial comitatens.
În disperare de cauză comunitatea decide plasarea pietrei de temelie la 13 iunie 1828 fără autorizație, dar obstacolele ridicate de autoritățile locale au amânat finalizarea construcției până în 1834. Finalizarea sinagogii a fost posibilă în urma ideii judelui Moses Hirschl, care s-a dus la Viena și i-a oferit împăratului noua clădire. Oferta a fost acceptată, iar autoritățile nu s-au mai putut opune ridicării unei proprietăți imperiale. Orga a fost construită în anul 1841.
După anul moartea șef rabinului Aaron Chorin, șef rabinul Jacob Steinhardt introduce în anul 1845 prima predică în limba maghiară, având în vedere că comunitatea evreiască a început să adopte limba maghiară în detrimentul limbii germane începând cu anul 1810. 
La Arad legăturile dintre comunitatea mozaică și cea creștină erau cordiale, mărturie în acest sens fiind invitația de care s-a bucurat șef rabinul Rosenberg în anul 1892 în timpul ceremoniilor cu ocazia vizitei episcopului romano-catolic Desewiffi în oraș.  
În perioada 1941-1944, în urma măsurilor antisemite a regimului lui Ion Antonescu, comunitatea evreiască a suferit pierderea casei de bătrâni, a liceului evreiesc, a cantinei, dar sinagogile neologă și ortodoxă și baia rituală le-au putut păstra.   
În prezent slujbele religioase din Sinagoga Neologă din Arad, pentru cei aproximativ 380 membri ai comunității rămași în oraș, sunt săvârșite de șef rabinul Dr. Neumann din Timișoara, dar acestea au loc doar primăvara-vara, deoarece clădirea nu dispune de un sistem de încălzire.
În lista sinagogilor din România publicată în lucrarea Seventy years of existence. Six hundred years of Jewish life in Romania. Forty years of partnership FEDROM – JOINT, editată de Federația Comunităților Evreiești din România în anul 2008, se preciza că Sinagoga Neologă din Arad era în funcțiune. 